# Acide 11-eicosénoïque
L’acide 11-eicosénoïque, également appelé acide gondoïque, acide gadoléique ou encore acide érucastique, est un acide gras insaturé oméga-9, plus précisément de type 20:1 n-9, c'est-à-dire avec une chaîne latérale linéaire à vingt atomes de carbone et une double liaison en configuration cis située entre les 9e et 10e atomes de carbone en partant de l'extrémité de la chaîne aliphatique. On le trouve en petites quantités dans les triglycérides de diverses huiles végétales alimentaires, mais en proportion sensiblement plus élevée dans l'huile de cameline (Camelina sativa), où il représente de 15 à 20 % des acides gras.